# Chesiadodes
Chesiadodes là một chi bướm đêm thuộc họ Geometridae.

## Các loài
- Chesiadodes bicolor Rindge, 1973
- Chesiadodes cinerea Rindge, 1973
- Chesiadodes coniferaria (Grossbeck, 1912)
- Chesiadodes curvata (Barnes & McDunnough, 1916)
- Chesiadodes dissimilis Rindge, 1973
- Chesiadodes fusca Rindge, 1973
- Chesiadodes longa Rindge, 1973
- Chesiadodes morosata Hulst, 1896
- Chesiadodes polingi (Cassino, 1927)
- Chesiadodes simularia (Barnes & McDunnough, 1918)
- Chesiadodes tubercula Rindge, 1973